# Austroglossus microlepis
Austroglossus microlepis és un peix teleosti de la família dels soleids i de l'ordre dels pleuronectiformes.

## Alimentació
Els adults mengen cucs, crustacis, peixos i mol·luscs.

## Distribució geogràfica
Es troba des de les costes del nord de Namíbia fins a False Bay (Sud-àfrica).